# ASK Köflach
Der Arbeiter-Sport-Klub Köflach, kurz ASK Köflach, ist ein österreichischer Fußballverein aus Köflach in der Steiermark. Der Verein spielt in der steirischen Landesliga, der vierthöchsten Spielstufe Österreichs. Die Vereinsfarben sind blau-weiß. Hauptsponsor ist das auf erneuerbare Energie spezialisierte Unternehmen Mochart GmbH.

## Geschichte
Der Verein wurde 1936 durch die Initiative der Köflacher Jugend unter Mithilfe der Gasthausbesitzer Franz Kleinhapl und Mimi Tax sowie des damaligen Schuldirektors Julius Herunter gegründet. Noch im Gründungsjahr wurde der neue Sportplatz auf dem Grund der beiden Gasthausbesitzer erbaut. Durch die damaligen Bergwerksstollen verzögerte sich die Arbeit an dem Sportplatz beträchtlich. Nach dem Zweiten Weltkrieg – in dem viele Funktionäre des Vereines fielen – wurde der Verein ausgebaut. Es wurde eine Frauen- bzw. Männerfußballmannschaft, eine Leichtathletik- und eine Faustballsektion ins Leben gerufen. In dieser Zeit hatte der Verein seine meisten Mitglieder. 
1965 stiegen die Fußballer erstmals in die damals zweitklassige Regionalliga auf, in der sich der Klub zwei Jahre halten konnte. Nachdem der Klub seit 2001 in der nunmehr drittklassigen Regionalliga gespielt hatte, musste die Fußballsektion 2007 den Gang in die steirische Landesliga antreten. Nach zwei weiteren Abstiegen spielte der ASK Köflach ab 2012 nur mehr in der sechstklassigen steirischen Unterliga West. 2015 wurde der Verein mit 15 Punkten Vorsprung Meister und stieg somit in die Oberliga Mitte auf. In der Saison 2021/22 gelang es dem Trainer Goran Milicevic mit den Köflachern nach 12 Jahren der Aufstieg in die Landesliga.

## Frauenfußball
Die Köflacherinnen spielten in den Saisonen 2004/05 und 2005/06 in der Landesliga Steiermark und lösten sich auf. Der Ortschaft neben Köflach, Lankowitz, hatte eine eigene Frauenmannschaft beim FC Lankowitz, die zur gleichen Zeit in der Landesliga Steiermark spielten.